# Neogén
Neogén je geologická perioda patřící do éry kenozoika, která začala přibližně před 23 miliony let a její konec je kladen k hranici před 2,588 miliony let. Klasickou oblastí, kde byla definována spodní hranice, která je dána nástupem planktonických foraminifer Paragloborotalia kugleri, je u obce Carrosio, severně Janova v Itálii. Název byl poprvé použit roku 1853 rakouským profesorem Moritzem Hörnesem, který pod něho zahrnul stávající epochy miocén a pliocén definované již dříve Charlesem Lyellem. Bližší členění, založené zejména na nanoplanktonu a foraminiferách, ukazuje následující tabulka (hranice jsou uvedeny v mil. let).
Toto členění platí pro klasickou oblast mediteránního neogénu. Pro oblast centrální Paratethydy se používají odlišné regionální stupně eger, eggenburg, ottnang, karpat, baden, sarmat, panon, pont, dák a ruman. Odlišné regionální názvy stupňů se používají i pro oblast východní Paratethydy, Nového Zélandu, Japonska, Kalifornie a severní Ameriky.

## Paleogeografie a klima
Na počátku neogénu převládá teplé, vlhké klima. Vrchol oteplení přichází ve středním miocénu, kdy je teplota ovzduší o 7–8 °C vyšší než v současnosti. V již dříve částečně zaledněné Antarktidě dochází k tání. Konec miocénu a pliocén je však již ve znamení postupného ochlazování, Antarktida znovu zamrzá, později dochází k růstu ledovců i v Arktidě. Jednou z příčin je přerušení spojení Atlantského a Tichého oceánu v oblasti střední Ameriky, jehož důsledkem byla změna mořských proudů, aridizace (vysušování) životního prostředí na kontinentech a zalednění severní polokoule. Odtržení Antarktidy od Jižní Ameriky a Austrálie a její doputování do oblasti jižního pólu způsobilo její klimatické izolování od zbytku světa cirkumpolárními mořskými proudy a dochází zde k dalšímu poklesu teplot a růstu ledovců. Hladina moře klesla až o 60 metrů. Pokles hladiny světového oceánu v oblasti dnešního Středomoří vyvolal tzv. messinskou salinitní krizi, kdy rozsáhlá oblast středomoří takřka úplně vyschla z důvodu přehrazení Gibraltarské úžiny.

V Evropě se vydělují 4 oblasti mořského neogénu – boreální na severu, západní (atlantická), Paratethys (Paratethyda), sahající v souvislém pásmu od středomořské oblasti po Ural, jejímiž relikty jsou Černé a Kaspické moře a oblast středozemní. Vrcholí též tektonická aktivita, která dala postupně vzniknout pásemným pohořím od Pyrenejí přes Alpy, Karpaty, Kavkaz do Himálají, ale také východoafrickým příkopovým propadlinám. Jednotlivé fáze probíhaly na hranici oligocén–miocén = sávská fáze, ve středním miocénu = štýrská fáze, v mladším miocénu = atická fáze a v pliocénu to byla rodanská fáze.

## Život v neogénu

### Fauna
Z mořských planktonních organismů dominují dírkonošci a přisedlé (Bolivina), velké formy (Miogypsina, Borelis). Z mořských živočichů jsou zastoupeny dále křemité houby, koráli (útesotvorní i solitérní), mechovky (vázané na útesové facie). Mezi členovci dominují krabi (Ceoloma). Pro členění miocénu jsou důležití i ostrakodi. Mezi měkkýši jsou hlavními rody mlžů Pecten, Congeria, Unio, Rzehakia, dále gastropodi, méně významní jsou hlavonožci a ježovky.
Pokračuje vývoj kostnatých ryb, důležité jsou nálezy otolitů, sluchových kůstek a nálezy zubů žraloků (Carchadon). Právě z neogénu pocházejí nálezy největšího známého žraloka rodu Megalodon. Z obojživelníků jsou to pravé žáby (Palaeobatrachidae), z plazů hlavně krokodýli. Z Jižní Ameriky pocházejí nálezy dravého ptáka, obrovitého Phorusrhacose, jehož lebka měřila přes 70 cm. Velcí nelétaví ptáci čí jejich bezprostřední předci se objevili i v Africe nebo Novém Zélandu.
Dominující suchozemskou faunou jsou savci. V souvislosti se změnami klimatu, postupným ochlazováním a aridizací (vysušováním) a tedy rozšiřováním savan a stepí, se rozvíjejí druhy specializované na spásání trávy či druhy žijící v otevřenější krajině. Jsou to například početní zástupci chobotnatců, zejména mastodonti. Některé druhy příbuzné chobotnatcům se přizpůsobily životu v mořích a vyvíjejí se z nich kytovci. Značné diverzity dosáhli koňovití. Tříprstý rod Hipparion se dostal postupně z Eurasie přes Španělsko do Afriky. Na území Severní Ameriky a Asie to byl rod Hypohippus. Rod Pliohippus je přímým předkem dnešního koně (Equus). Dalšími zástupci savců byly hmyzožravci, hlodavci, nosorožci či tapíři. Velcí býložravci podnítili vznik příslušných velkých dravců, především šelem. Další významnou skupinu tvořili primáti, kdy se mezi nimi koncem období objevují první předci člověka. Někteří z nich již používali primitivní nástroje díky čemuž konec neogénu spadá do nejstaršího období dějin lidstva - paleolitu.
V Austrálii a Jižní Americe vznikají společenstva vačnatců, které vytvářejí druhy žijící v obdobných ekologických nikách jako savci placentální. Najdeme zde velké býložravce, druhy připomínající šelmy, hmyzožravce, hlodavce a další. Velkou výzvou pro tehdy žijící společenstva byla migrace druhů mezi kontinenty v dobách, docházelo kvůli kolísání mořské hladiny či tektonickým pohybům ke spojování dříve izolovaných kontinentů. Vymírá řada druhů kopytníků, závažným zvratem prošla celá fauna vačnatců v Jižní Americe.

### Flóra
Pro stratigrafii je nejdůležitější nanoplankton (Coccolithina), velký význam mají i horninotvorné červené řasy (Lythophyllum), rozsivky a parožnatky. Z cévnatých rostlin jsou mezi nahosemennými zastoupeny hlavně jehličnany (Sequoia, Taxodium), z teplomilných rostlin rody Ficus, Magnolia. Teplomilné rostliny však ochlazování klimatu postupně vytlačuje v Evropě k jihu, popřípadě dochází k jejich vymírání. Jejich místo obsazují opadavé listnáče, které se přizpůsobují méně příznivým podmínkám – břízy, olše, habry, duby.

## Neogén v Českém masívu
1. Podkrušnohorské pánve – v oligo–miocenní etapě došlo k rozdělení pánve na dvě části, severočeskou a spojenou chebsko–sokolovskou, které se dále vyvíjely samostatně. Toto rozdělení bylo doprovázeno vulkanickou činností. Uloženiny pliocénu jsou zachovány pouze v pánvi chebské.
  1. chebská pánev
    1. hnědouhelné souvrství (burdigal) – uhelné jíly, písky, uhelná sloj je vyvinuta v oblasti odravské, františkolázeňské a pochlovicko–oldřichovské, kde byla těžena sloj o průměrné mocnosti 22 metrů
    2. cyprisové souvrství – mocnost do 170 metrů, stáří burdigal–helvet, zbytky hmyzí a rybí fauny, písky, karbonáty se zbytky obratlovců, jezerní jíly a jílovce
    3. vildštejnské souvrství
      - vonšovské vrstvy – jíly, písky
      - černý jíl "Nero"
      - novoveské vrstvy – písky, v nadloží štěrky

  2. sokolovská pánev
    1. slojové souvrství – prachy, jíly, uhelné jíly, sloje Anežka (5–12 m), meziložní sloj (do 6 m), Antonín (20–32 m), u Tisové se sloje spojují do jediné 62 metrů mocné sloje, která je nejmocnější uhelnou slojí v ČR, v sousedství Doupovských hor odděluje I. a II. sloj svrchní vulkanogenní souvrství s tufy a vulkanity
    2. cyprisové souvrství (do 180 m) – bitumenní jíly, čankovské písky

  3. severočeská pánev
    1. mostecké souvrství
      - duchcovské vrstvy – do 90 m, jezerní jíly, písky, přeplavené zvětraliny
      - holešovické vrstvy – 10–160 m, hnědouhelné sloje (hlavní = jednotná sloj), jíly, písky
      - libkovické vrstvy – až 325 m, jezerní jíly, písky (tzv. kuřavky), vložky pelokarbonátů
      - lomské vrstvy – jíly, písky, uhelné jíly, je vyvinuto pouze severně od Mostu
2. jihočeské pánve
  1. zlivské souvrství – neogenního stáří je svrchní část – říční štěrky, písky, přítomnost brakické a slanomilné fauny dokládá ovlivnění mořem alpské a karpatské předhlubně (v burdigalu)
  2. mydlovarské souvrství – mocnost do 120 metrů, písčité, zelené jíly, uhelné jíly, sloje lignitu (Mydlovary, Dívčice), písky, šedé jíly jezerního, bažinného či říčního prostředí, sladkovodní diatomitové jíly, ojediněle brakické i mořské sedimenty spodního badenu karpatské předhlubně
  3. domanínské souvrství – do 30 m, jezerní jíly, říční písky, stáří miocén
  4. ledenické souvrství – 15–20 metrů, jezerní jíly (uhelné, diatomové), křemelina se těží u Borovan a Ledenic
vltavínonosné štěrky a písky (mocnost do 20 m) se těží například u Ločenic či Lhenic
3. žitavská pánev – relikt u Hrádku nad Nisou, 400 metrů mocný komplex deltových písků, jílů, uhelných jílů, slojí lignitu (3 obzory – spodní s 1 dobyvatelnou slojí známou z vrtů, střední neproduktivní, svrchní těžený lomově u Hrádku nad Nisou – 15 metrů mocný)

### Neovulkanity
Časově se rozlišují tři fáze
- 1. fáze – bazické vulkanity (nejrozsáhlejší), oligocén–miocén (35–17 mil. let, Podkrušnohoří)
- 2. fáze – pliocén – 6 mil. let
- 3. fáze – pliocén–pleistocén – bazické horniny (melilitity, nefelínity)

Z regionálního hlediska se dělí na
- Podkrušnohoří – Komorní hůrka, Železná hůrka, minerální vody ve Františkových Lázních
- České středohoří (zastoupena 1 a 2 fáze) – centrum u Roztok nad Labem
- Doupovské hory – jen 1. fáze, typický stratovulkán
- ostatní výskyty – Vinařická hora u Kladna, Říp, Bezděz, Malý Bezděz, Kozákov, Kunětická hora, Košumberk, Kobeřice, Ostravsko